# 40-es főút
40-es főút (ungarisch für ‚Hauptstraße 40‘) ist eine ungarische Hauptstraße.

## Verlauf
Die Straße beginnt an der 4-es főút (Hauptstraße 4) westlich von Albertirsa, verläuft von dort parallel in geringem Abstand zur 4-es főút, quert die Städte Cegléd und Abony, die von der 4-es főút umgangen werden, und endet westlich von Szolnok an der 4-es főút.
Die Gesamtlänge der Straße beträgt 43 Kilometer.